# Romeinse villa Houthem-Rondenbos
De Romeinse villa Houthem-Rondenbos, ook wel villa Kloosterbos genoemd, is een terrein met de resten van een Romeinse villa in de gemeente Valkenburg aan de Geul in de Nederlandse provincie Limburg. De uit de 1e tot en met 3e eeuw stammende villa was van het type villa rustica en behoort tot de minstens 60 Romeinse villacomplexen die op de Zuid-Limburgse lössgronden (deels) zijn opgegraven.

## Ligging
De restanten van de villa bevinden zich in een hoog gelegen terrein aan de noordkant van het Kloosterbosch ten noorden van het dorp Houthem. Het terrein staat lokaal bekend als Rondebos, vanwege het cirkelvormige bos dat hier tot in de 19e eeuw stond. Tegenwoordig is het terrein in gebruik als akker. Aan de zuidzijde ligt de A79.
De villa lag op een helling nabij het riviertje de Geul. Vanuit de villa keek men uit over het Geuldal. In het Geuldal en met name op de zonnige noordhelling lagen verschillende villae rusticae. Zo'n 1500 meter westelijker lag de Romeinse villa Meerssen-Onderste Herkenberg, ongeveer 1500 meter naar het oosten lag de Romeinse villa Valkenburg-Vogelenzang. Ongeveer 750 meter zuidelijker liep destijds de Via Belgica, de belangrijke heirweg van Tongeren (Atuatuca Tungrorum) via Maastricht (Mosa Trajectum) en Heerlen (Coriovallum) naar Keulen (Colonia Claudia Ara Agrippinensium).

## Geschiedenis
Omstreeks 1865 vonden hier de eerste archeologische opgravingen plaats door de priester en amateurarcheoloog Jozef Habets en de archeologen Henri Schuermans en L.J.F. Janssen, die ook gezamenlijk over de opgraving publiceerden.
Op het terrein werd een versterking aangetroffen met een omtrek van circa 500 meter, die bestond uit een 1,5 meter diepe en 3-4 meter brede greppel met aan de binnenzijde een wal van 1,5 meter hoogte. Deze wal doorsneed de fundamenten van twee oudere gebouwen. Habets en Schuermans interpreteerden deze als een hoofd- en bijgebouw van een Romeinse villa en de versterking als zijnde middeleeuws. Janssen meende dat de versterking bij een Romeins kamp hoorde, een mening waarin hij later gesteund werd door Jan Hendrik Holwerda van het Rijksmuseum van Oudheden in Leiden, die het verdedigingswerk een Romeinse burgus noemde.
Sinds 1985 is het terrein beschermd als rijksmonument. De begrenzing van het monument was gebaseerd op de toenmalige perceelgrenzen. Op een luchtfoto van een terrein direct ten oosten van het beschermde monument zijn mogelijke fundamenten van een rechthoekig gebouw te zien. Dit terrein, waarvan weinig Romeinse vondsten bekend zijn, is op basis daarvan geregistreerd als monument van hoge archeologische waarde, maar niet als rijksmonument.
Tussen 2000 en 2005 werden 14 als rijksmonument beschermde villacomplexen in Limburg opnieuw bestudeerd in het kader van het project Actualisering Monumenten Register (AMR), om te zien of de wettelijke bescherming terecht was en of deze voldoende was. Op het terrein van de Romeinse villa Houthem-Rondenbos werden in 2004 drie proefsleuven gegraven om de trachten de 19e-eeuwse opgravingen opnieuw te lokaliseren. Daarbij werd een maximaal 40 cm dikke laag met Romeins materiaal aangetroffen met onder meer dakpanresten, houtskool, aardewerkscherven en natuursteen, waaronder Limburgse mergel. Bij het kleinere gebouw werden scherven uit de 10e eeuw aangetroffen. Van de gracht en de gebouwen werden weinig restanten aangetroffen, maar dit kwam mogelijk door de beperkte schaal van de opgraving en de geringe diepte van de proefsleuven, die nauwelijks verder ging dan de puinlaag.

## Beschrijving

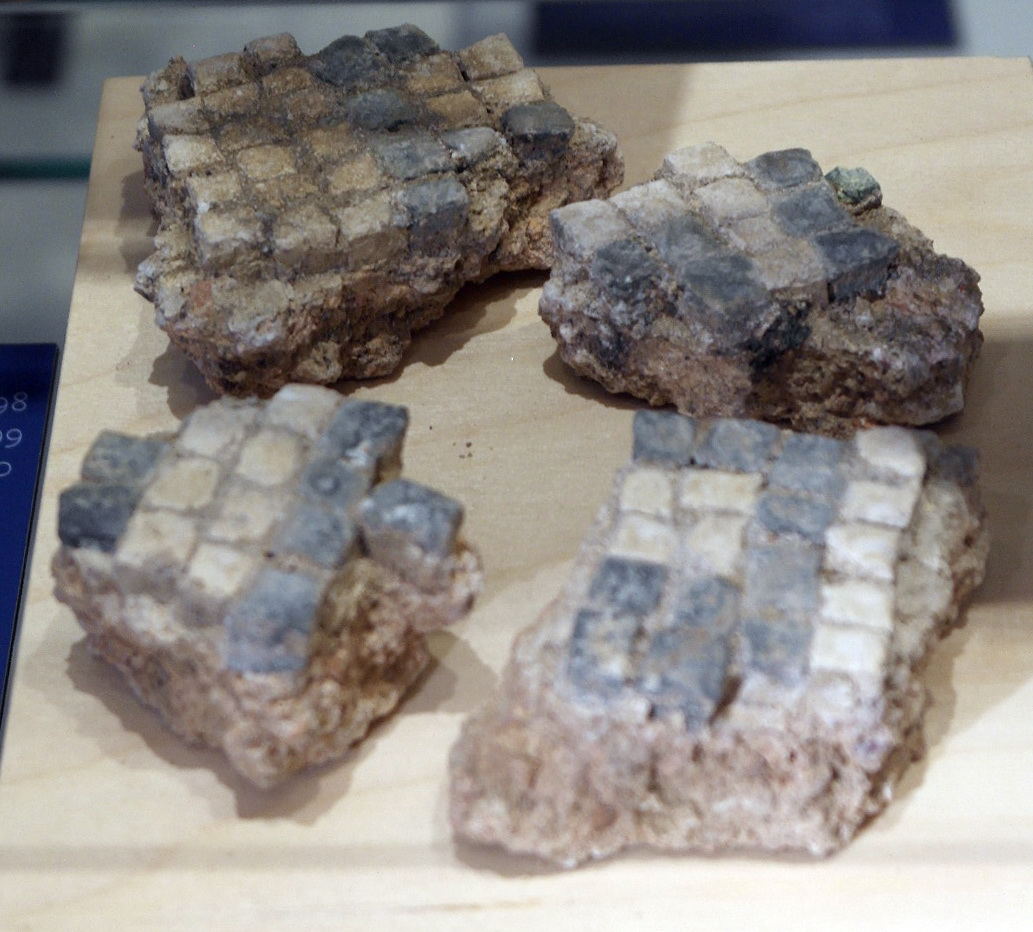
Mozaïekfragmenten uit Valkenburg (Limburgs Museum, Venlo)

Een van de door Habets beschreven gebouwen had een façade die naar het zuiden gericht was, waarschijnlijk het hoofdgebouw van het villacomplex. De fundamenten waren geheel van mergelsteen. Het gebouw had een lengte van circa 18,6 meter en een breedte van 13 meter en bestond uit minimaal vijf kamers van circa 6 meter lang. De meest centraal gelegen ruimte mat 13 x 5–7 m. In een van de kamers was de vloer nog bewaard gebleven, evenals opgaande muurwerk van een kelder.
Circa honderd meter ten zuiden van dit gebouw lag een tweede gebouw van circa 25 x 10 m, waarschijnlijk een bijgebouw van de villa. Dit gebouw is mogelijk in de middeleeuwen hergebruikt, gezien de ter plaatse gevonden scherven.